# Kabirwala
Kabirwala (en ourdou : كبِير والا) est une ville pakistanaise, située dans le district de Khanewal, dans le sud de la province du Pendjab. Elle est également la capitale du tehsil éponyme.
La ville est située à seulement dix kilomètres de la capitale du district, Khanewal, qui est elle parfaitement reliée au réseau de transports du pays.
La population de la ville a été multipliée par plus de six entre 1972 et 2017 selon les recensements officiels, passant de 12 287 habitants à 74 699. Entre 1998 et 2017, la croissance annuelle moyenne s'affiche à 2,4 %, semblable à la moyenne nationale. Selon le recensement de 2023, la population de la ville monte à 91 932 habitants
|            | 1972 (rec.) | 1981 (rec.) | 1998 (rec.) | 2017 (rec.) | 2023 (rec.) |
| ---------- | ----------- | ----------- | ----------- | ----------- | ----------- |
| Population | 12 287      | 22 141      | 47 455      | 74 699      | 91 932      |